# Port lotniczy Hewanorra
Port lotniczy Hewanorra – port lotniczy zlokalizowany w mieście Vieux Fort, w państwie Saint Lucia (Karaiby).

## Linie lotnicze i połączenia
- Air Canada (Montreal, Toronto-Pearson)
- Air Transat (Toronto-Pearson) [seasonal]
- Alitalia (Rome-Fiumicino) [Charter]
- American Airlines (Miami, New York-JFK)
- British Airways (London-Gatwick, Port of Spain)
- Cubana (Havana) 'Charters'
- Delta Air Lines (Atlanta)
- Miami Air 'Charters'
- Skyservice (Toronto-Pearson) [sezonowe]
- St. Lucia Helicopters
- Sunwing Airlines (Toronto-Pearson) [sezonowe]
- US Airways (Charlotte, Philadelphia)
- Virgin Atlantic (London-Gatwick, Manchester (UK))
- WestJet (Toronto-Pearson) [sezonowe]